# Claude Goudimel
Claude Goudimel (født c. 1505, død 24. august 1572) var en fransk kontrapunktiker.
Goudimel antogs tidligere med urette for identisk med en vis Gaudio Mell, der som Palestrinas lærer betragtedes som den første grundlægger af den store "romerske skole". Hans kompositioner træffes i forskellige franske kollektioner fra midten af 16. århundrede, men hans navnkundigste værk er den firestemmige udsættelse af melodierne til Clement Marots og Théodore de Bèzes franske salmeværk (1565), hvilket lagde grunden til de hugenottiske kirkesange. Som formodet eller virkelig tilhænger af hugenotterne blev Goudimel myrdet Bartholomæusnatten i Lyon.